# Houston Apollos
Gli Houston Apollos sono stati una squadra di hockey su ghiaccio della con sede nella città di Houston, nello Stato del Texas. Nacquero nel 1965 come farm team dei Montreal Canadiens e disputarono la Central Hockey League fino al loro primo scioglimento nel 1969. La squadra fu rifondata nel 1979 ma si sciolse definitivamente nel 1981.

## Storia
Fino al 1965 i Montreal Canadiens si affidarono come farm team in Central Hockey League agli Omaha Knights, tuttavia quell'anno decisero di creare una nuova squadra sempre nella CHL a Houston. Il nome Apollos fu scelto in onore del Programma Apollo della NASA, ente con sede proprio a Houston.
La squadra giocò per quattro stagioni, tuttavia fu colpita da alcuni problemi fra i quali la scarsa affluenza di pubblico, le difficoltà a trovare spazi per allenarsi e soprattutto l'eccessiva distanza da Montréal; infatti durante l'anno diversi giocatori dovevano affrontare la rotta Houston-Montréal dopo essere stati richiamati in National Hockey League. Perciò nel 1969 la squadra fu sciolta e il farm team fu trasferito direttamente a Montréal, i Montreal Voyageurs.
Nel decennio successivo gli Houston Aeros furono una delle squadre più forti della World Hockey Association e per supplire alla sua chiusura nel 1979 fu ricreata la franchigia degli Apollos. L'esperienza durò solo una stagione e mezza, infatti l'8 gennaio 1981 la squadra cessò per sempre l'attività.

### Affiliazioni
Nel corso della loro storia gli Houston Apollos sono stati affiliati alle seguenti franchigie della National Hockey League:
- Montreal Canadiens: (1965-1969)
- Edmonton Oilers: (1979-1980)
- Los Angeles Kings: (1980-1981)

## Record stagione per stagione
| Houston Apollos |          |    |    |    |    |    |     |     |    |                                      |
| 1965-66         | CHL      | 70 | 27 | 32 | 11 | 65 | 221 | 244 | 5° |                                      |
| 1966-67         | CHL      | 70 | 32 | 28 | 10 | 74 | 255 | 229 | 3° | perde semifinali (Oklahoma City) 2-4 |
| 1967-68         | Southern | 70 | 28 | 31 | 11 | 67 | 220 | 216 | 4° |                                      |
| 1968-69         | South    | 72 | 34 | 26 | 12 | 80 | 224 | 204 | 3° | perde 1º turno (Dallas) 0-3          |
| Houston Apollos |          |    |    |    |    |    |     |     |    |                                      |
| 1979-80         | CHL      | 80 | 32 | 38 | 10 | 74 | 300 | 319 | 6° | perde 1º turno (Salt Lake) 2-4       |
| 1980-81         | CHL      | 33 | 12 | 13 | 8  | 32 | 97  | 98  | 9° | squadra sciolta                      |

## Record della franchigia

### Singola stagione
Gol: 40  Ron Carter (1979-80)
Assist: 48  André Boudrias (1966-67)
Punti: 76  Michael Toal (1979-80)
Minuti di penalità: 293  Bryan Watson (1967-1968)

### Carriera
Gol: 67  Bill Inglis
Assist: 94  André Boudrias
Punti: 137  Bill Inglis e  André Boudrias
Minuti di penalità: 293  Bryan Watson
Partite giocate: 169  Lucien Grenier

## Palmarès

### Premi individuali
- CPHL Most Valuable Defenseman Award: 2

Mike McMahon Jr.: 1966-1967
Bryan Watson: 1967-1968
- CPHL Most Valuable Player Award: 1

Bryan Watson: 1967-1968
- CPHL Rookie of the Year: 1

Serge Savard: 1966-1967